# Caretta
Genre
Synonymes
- Thalassochelys Fitzinger, 1835
- Caouana Cocteau in Cocteau & Bibron, 1838
- Halichelys Fitzinger, 1843
- Eremonia Gray, 1873

Caretta est un genre de tortues marines de la famille des Cheloniidae. Ce genre comprend une espèce actuelle et une fossile.

## Liste des espèces
Selon TFTSG (8 janvier 2012) :
- Caretta caretta (Linnaeus, 1758), la Caouanne ;
- †Caretta patriciae (Zug, 2001), une espèce fossile.

### Publication originale
- Rafinesque, 1814 : Prodrono di Erpetologia Siciliana. Specchio delle Scienze o Giornale enciclopedico di Sicilia, vol. 2, no 9, p. 65–67.